# Шекспірівська вулиця
Шекспі́рівська ву́лиця — зникла вулиця, що існувала в Залізничному, нині Солом'янському районі міста Києва, місцевість Чоколівка. Пролягала від Волинської до Молодогвардійської вулиці.

## Історія
Вулиця виникла ймовірно у 1920-ті роки під такою ж назвою, на честь англійського драматурга Вільяма Шекспіра. 1944 року до неї була приєднана Озерна вулиця. Ліквідована 1978 року.